# Piorun (ПЗРК)
ПЗРК Piorun (укр. блискавка, Перун) — переносний зенітно-ракетний комплекс польського виробництва, призначений для боротьби з низьколітаючими цілями: літаками, гелікоптерами та безпілотними літальними апаратами. Спільна розробка Військово-технологічного університету, а також компаній CRW Telesystem-Mesko sp. і Mesko S.A.. Також відомий як Grom-М.
Нова пускова установка є глибокою модернізацією ПЗРК «Grom», прийнятого на озброєння польської армії у 1995 році, який своєю чергою був розроблений на базі радянських ПЗРК «Ігла-1» та «Ігла».

## Історія
Програма модернізації тривала з 2010 по 2015 рік. В результаті було значно підвищено ефективність пасивної інфрачервоної головки самонаведення — завдяки збільшенню чутливості зросла відстань, на якій ракета здатна націлюватися та вразити ціль, підвищено стійкість до завад, встановлено безконтактний підривач та пристосовано до роботи у нічних умовах.
Навесні 2022 року внаслідок успішного застосування цих ПЗРК Силами оборони України проти російських загарбників та зростання попиту на них було оголошено про збільшення виробничих потужностей.
Якщо у минулі роки кількість виготовлених ПЗРК становила до 300 одиниць на рік, то у 2022 році буде поставлено 600 ракет, а вже у 2023 році компанія Mesko планує вийти на обсяги у 1000 одиниць на рік.

## Опис конструкції
ПЗРК «Piorun» відрізняється від свого попередника модифікованим пусковим механізмом і прицілом, що збільшує можливість виявлення цілі, що наближається. Нова пускова установка має спеціальну рейку, що дозволяє встановлювати приціли, що дозволяють оператору підвищити можливість виявлення цілі.
Механізм пуску має перемикач режимів переслідування/зустрічі, який використовується для активації відповідного режиму ракети для боротьби з ціллю, яка віддаляється або наближається до оператора пускової установки.
Додано касету з батареями, що живлять пусковий механізм та систему авторизації, яка запобігає використанню комплекту сторонніми особами.
У якості охолоджувача детектора самонаведення в ПЗРК «Piorun» використано аргон.
Ефективність знищення невеликих цілей, таких як безпілотні літальні апарати, була покращена за рахунок використання безконтактного запалу поруч із ударним запалом та боєголовки, начиненої сумішшю октогену та алюмінієвого порошку.
Одним з завдань модернізації було отримання більшої дальності виявлення цілей. Розроблено нову головку самонаведення, стабілізовану лазерним гіроскопом. Модифікація головки самонаведення дозволила отримати підвищення стійкості до перешкод.
У зв'язку з цим необхідно було оптимізувати діапазони виявлення, підвищити динаміку систем обробки сигналів та використовувати нові спектральні діапазони та кінематичний відбір.
Ракета ПЗРК «Piorun», як і «Гром», автоматично направляється до джерела теплового випромінювання, наприклад, до літака, який виділяє тепло. Завдяки використанню нового детектора, в тому числі унікального охолоджуваного фотодіоду, який має в чотири рази більшу чутливість, ніж раніше, ракета виявляє засоби повітряного нападу на значно більшій відстані. Також було модернізовано ракетний двигун.

## Використання
Зенітні ракети від ПЗРК «Piorun» також використані у низці систем протиповітряної оборони.

### ЗСУ Poprad
Самохідна система «Poprad» має вогневу установку ЗРК ближньої дії на шасі 4×4 БА Zubr-P. Також вона має телекамеру, тепловізор, лазерний далекомір та 4 ракети ПЗРК «Grom/Piorun» на ПУ плюс 4 запасні ракети.

### ЗСУ Biala
Самохідний комплекс «Biala» — радянська 23-мм ЗСУ-23-4 «Шилка», модернізована до ZSU-23-4MP із встановленням замість РЛС телекамери та тепловізора, нової системи управління вогнем та 4-х ПЗРК «Grom/Piorun».

### Jodek-G
Причіпний комплекс «Jodek-G» — радянська 23-мм ЗУ-23, модернізована до ZUR-23-2KG з покращеним прицілом та 2 ПЗРК «Grom/Piorun».

### ЗСУ Pilica
Нова самохідна система «Pilica» має вогневу установку «Jodek-G», встановлену у кузові вантажівки Jelcz 442.32 4×4.

## Тактико-технічні характеристики
- Обслуга: 1 особа
- Висота цілі: від 10 до 4000 м,
- Відстань до цілі: від 500 до 6500 м
- Максимальна швидкість цілі:
  - до 400 м/с на зустрічних курсах, та
  - до 320 м/с при стрільбі навздогін.
- Швидкість ракети: 660 м/с.
- Габарити ракети:
  - діаметр: 72 мм,
  - довжина: 1,596 м,
- Вага:
  - ПЗРК: 16,5 кг,
  - ракети: 10,5 кг,
  - бойової частини: 1,82 кг.

## Бойове застосування

### Російсько-українська війна
Наприкінці березня 2022 року міністр оборони Польщі повідомив про плани збільшити замовлення на ПЗРК «Piorun», оскільки вони довели свою ефективність у війні проти російського загарбника. Так, за даними видання Defence24, за допомогою ПЗРК «Piorun» Силами оборони знищувалися російські гелікоптери та літаки, зокрема Мі-24 та Су-25 і навіть Су-34.
11 та 27 травня 2022 року у Харківській області військовослужбовці 95 ОДШБр збили з цього ПЗРК російські розвідувально-ударні вертольоти Ка-52 «Алігатор».
13 лютого 2023 року о 18:03 із застосуванням ПЗРК «Piorun» силами підрозділу Східного оперативно-територіального об'єднання НГУ поблизу м. Бахмуту на Донеччині було збито російський літак Су-25. 
6 березня о 01:10 годині ночі в результаті бойової роботи розрахунку нацгвардійців з ПЗРК «Piorun» на відстані до 4 кілометрів було збито російський штурмовик СУ-25 (м.Бахмут, Донецька область).
17 березня 2023 року воїни 10-ї гірсько-штурмової бригади «Едельвейс» збили російський літак Су-25 під Берестовим (Бахмутський напрямок). Військові поцілили у нього з польського ПЗРК Piorun[джерело?].
Окрім ураження пілотованих літальних апаратів, було зафіксоване й успішне застосування ПЗРК «Piorun» проти розвідувальних БПЛА типу «Орлан-10».

## Оператори
- Польща: надходить на озброєння з кінця 2018 року;
- Україна: отримано від Польщі як міжнародну технічну допомогу у війні проти російських загарбників у лютому 2022 року та квітні 2023[15].

### Польща та Україна
У Польщі ПЗРК «Piorun» призначені для регулярних підрозділів та військ територіальної оборони. Крім власне ПЗРК, ракети «Piorun» входять до складу зенітних комплексів, зокрема систем «Poprad», «Pilica», та, після незначних змін, комплекси «Biała» i «Jodek-G».
Контракт на постачання ПЗРК «Piorun» для польської армії був підписаний у грудні 2016 року, і до 2022 року передбачалося постачання 420 пускових установок та 1300 ракет. Перші ПЗРК повинні були надійти ще у 2017 році, але внаслідок виявлених проблем на приймальних випробуваннях та подальшого їх усунення, перша партія надійшла лише у грудні 2018 року.
На початку російського вторгнення в Україну Польща передала Збройним Силам України усі комплекси «Piorun», які на той час були в польській армії.